# Still Woozy
Sven Gamsky (Oakland, 29 de junho de 1992), também conhecido sob o nome artístico Still Woozy, é um cantor e compositor norte-americano. Sua música é lançada através da gravadora Still Woozy Productions Inc., sob licença exclusiva da Interscope Records. Gamsky cresceu em Moraga, Califórnia, na área da baía de São Francisco. Ele começou a gravar sua própria música aos 13 anos de idade.
A NME descreveu seu estilo como "bedroom pop psicodélico", enquanto a revista IQ o enxerga como uma "mistura de gêneros".

## Carreira
De 2011 a 2016, Gamsky fez parte da banda Feed Me Jack, que lançou quatro álbuns antes de se separar em 2016, citando diferenças musicais. No ano seguinte Gamsky lançou um single, "Cooks", sob o nome artístico Still Woozy, afirmando que ele escolheu o nome por causa de sua natureza distraída. Como Still Woozy, Gamsky lançou um EP e vários singles, cuja arte foi criada por Ami Cooks (sua esposa) e quatro videoclipes, o primeiro deles lançado em 2017. Gamsky prefere lançar suas música o mais rápido possível e, às vezes, lança uma música no mesmo dia em que termina de produzí-las.
Uma turnê de 2020 de Sven, que teria 31 apresentações começando em maio e terminando em setembro, foi adiada devido à pandemia de COVID-19.

## Discografia

### Com Feed Me Jack
- Chumpfrey (2012)
- Anatolia (2013)
- Covers (2015)
- Ultra Ego (2016)

### Como Still Woozy
- Lately EP (2019)

#### Singles
- "Vacation" (2017)
- "Cooks" (2017)
- "Wolfcat" (2017)
- "Goodie Bag" (2017)
- "Lucy" (2018)
- "Habit" (2019)
- "Window" (2020)
- "BS" (2020)